# Hollywood Casino Amphitheatre
L'Hollywood Casino Amphitheatre (noto anche come Riverport Amphitheatre) è un teatro all'aperto situato a Maryland Heights, in Missouri, vicino a Saint Louis.

## Storia
La struttura, costata circa dodici milioni di dollari, è stata inaugurata il 14 giugno 1991 con un concerto di Steve Winwood. Pochi giorni dopo, il 2 luglio 1991, divenne sede del famoso concerto dei Guns N' Roses, durante lo Use Your Illusion Tour, terminato in rivolta a seguito dell'aggressione di Axl Rose a uno spettatore in possesso di una macchina fotografica non autorizzata.
Negli anni vi hanno suonato artisti quali Eric Clapton, Sting, Eminem, Blues Traveler, REO Speedwagon, Styx, Poison, Mötley Crüe, Kings of Leon, Slipknot, Korn, Linkin Park e Ozzy Osbourne.